# Вестеринен, Йорма
Йорма Вестеринен (фин. Jorma Vesterinen, 11 июня 1918 — 1980) — финский шахматист, национальный мастер.
Двукратный бронзовый призёр чемпионатов Финляндии (1949 и 1950 гг.).
В составе сборной Финляндии участник шахматной олимпиады 1954 г. и командного турнира северных стран 1948 г. (проиграл норвежцу Л. Сторму Херсету, сыграл вничью со шведом Х. Карлссоном и датчанином Э. Вернером Нильсеном).

## Спортивные результаты
| Год  | Город        | Соревнование                                | + | − | =  | Результат | Место |
| ---- | ------------ | ------------------------------------------- | - | - | -- | --------- | ----- |
| 1948 | Сальтшобаден | Командный турнир северных стран             | 0 | 1 | 2  | 1 из 3    |       |
| 1949 | Хельсинки    | Чемпионат Финляндии                         |   |   |    |           | 3     |
| 1950 | Хельсинки    | Чемпионат Финляндии                         |   |   |    |           | 3     |
| 1954 | Амстердам    | XI Олимпиада (сборная Финляндии, 3-я доска) | 3 | 5 | 10 | 8 из 18   |       |